# Phalaenopsis lindenii
Phalaenopsis lindenii (можлива українська назва Фаленопсис Ліндена) - епіфітна трав'яниста рослина родини орхідні.
Вид не має усталеної української назви. В україномовних джерелах зазвичай використовується наукова назва Phalaenopsis lindenii.

## Природничі варіації
- Phalaenopsis lindenii var. Alba

## Біологічний опис
Моноподіальний епіфіт середніх розмірів. 
 Стебло укорочене, приховане основами 3-5 листків.
Коріння товсте.
Листки сукулентні, сріблясті з мармуровим малюнком, вузькі, довгі, овальні, 20-30 см довжиною, близько 4 см шириною. 

Квітконіс з'являється від основи стебла, тонкий, зелений, простий, іноді гілкуючийся, багатоквітковий (несе 20-40 квіток). 

Квіти дрібні, ніжні, без запаху, діаметром 3-4 см. Загальний тон білий, з рожевим нальотом і неяскраво вираженими бузковими смужками. Відкриваються одночасно, живуть 15-20 днів. 

Цвіте в різний час, пік цвітіння - кінець весни.

## Ареал, екологічні особливості
Філіппіни, острови Бенджі, Багіо і північна частина Лузона.
Зустрічається в гірських лісах на висотах від 1000 до 1500 метрів над рівнем моря.
Сезонні зміни температури повітря в місцях природного зростання незначні. Вдень 22-25°С, вночі 13-17°С. Відносна вологість повітря від 84 до 93% у літні місяці. Сухий сезон з грудня по червень, в цей час середньомісячна кількість опадів від 5 до 120 мм. З червня по листопад від 400 до 1200 мм.
Відноситься до числа видів, що охороняються (другий додаток CITES).

## Історія опису
Був виявлений і в 1895 р. описаний в «Журналі орхідей» французьким ботаніком Лохе. Названий на честь відомого бельгійського садівника Жана Жюля Ліндена. 
 Спочатку помилково передбачалося, що Phalaenopsis lindenii - природний гібрид між Phalaenopsis equestris і Phalaenopsis schilleriana.

## У культурі
Температурна група - помірна. Для нормального цвітіння обов'язковий перепад температур день/ніч в 5-8 ° С.
Вимоги до світу: 1000-1200 FC, 10760-12912 lx.
Загальна інформація про агротехніку у статті Фаленопсис.
Вид активно використовується в гібридизації.

## Первиннігібриди(грекси)
- Baguio - schilleriana х lindenii (WWG Moir) 1966
- Batangas - stuartiana х lindenii (Fredk. L. Thornton) 1979
- Cellinde - lindenii х celebensis (Zuma Canyon Orchids Inc.) 1988
- Chickadee - lindenii х amabilis (Dr / Mrs Robert J Griesbach) 1982
- Essence Zusan - mannii х lindenii (Shih-Fong Chen) 1996
- Florilind - lindenii х floresensis (Cramer) 1998
- Hans Christiansen - gigantea х lindenii (Hans Christiansen) 2001
- Helene Burkhardt - venosa х lindenii (Erwin Burkhardt) 1988
- Janine - lindenii х speciosa (Luc Vincent) 1993
- Javalin - lindenii х javanica (Zuma Canyon Orchids Inc. (Stones River Orchids)) 1983
- Jean-Pierre Zryd - lindenii х fuscata (Luc Vincent) 1994
- Li'L Bit - maculata х lindenii (Jones & Scully) 1970
- Lincervi - lindenii х cornu-cervi (Fredk. L. Thornton) 1967
- Lindemod - lindenii х modesta (Luc Vincent) 2004
- Marie Linden - mariae х lindenii (WWG Moir) 1975
- Memoria Mildred Holt - lindenii х parishii (D. Frank) 1999
- Professor Rubinia - lindenii х micholitzii (Atmo Kolopaking) 1985
- Robert W Miller - lindenii х sanderiana (John H Miller) 1960
- San Shia Puff - lindenii х chibae (Hou Tse Liu) 2004
- Stern Von Martell - lindenii х sumatrana (Martell Orchids) 1984
- Sunfire - lindenii х lueddemanniana (John H Miller) 1964
- Venus - lindenii х equestris (A. Misumi) 1923
- Vilind - violacea х lindenii (Wm. Kirch Orchids Ltd. (Ernest T. Iwanaga)) 1969
- Wanda Williams - lindenii х amboinensis (Dr Henry M Wallbrunn) 1967